# Brenda Howard
Brenda Howard (24 de diciembre de 1946 - 28 de junio de 2005) fue una activista estadounidense por los derechos de las personas bisexuales y feminista sexopositiva. De profesión enfermera, fue conocida por defender los derechos LGBT en Estados Unidos y organizar el primer desfile del Orgullo para conmemorar el primer aniversario del levantamiento de Stonewall.

## Biografía
Howard nació en una familia judía del Bronx, Nueva York, pero se crió en Syosset, Nueva York. Estudió en el Syosset High School y se licenció en enfermería en el Borough of Manhattan Community College de Nueva York. 
A finales de la década de 1960, Howard abogó contra la Guerra de Vietnam. En 1969 vivió en una comuna urbana de activistas en el centro de Brooklyn, Nueva York. 
Fue conocida como la «Madre del Orgullo», porque organizó el primer desfile del Orgullo para conmemorar el primer aniversario del levantamiento de Stonewall.
Howard se mostró crítica con la dominación masculina, y pronto se implicó también en el movimiento feminista.
Howard fue miembro activo del Frente .